# Binhai, Yancheng
Binhai, enligt en tidigare namnform Tungkan, är ett härad i Jiangsu-provinsen i östra Kina.
Innan Gula floden ändrade sitt flöde 1855 var flodens mynning belägen i Binhai.

## Källa
1. ↑  ”worldpostmarks.net”. Arkiverad från originalet den 2 januari 2015. https://web.archive.org/web/20150102101710/http://worldpostmarks.net/HTML%20Countries/china.htm. Läst 8 oktober 2014.